# آلام جان دارك (فلم)
آلام جان دارك (بالفرنسية: La Passion de Jeanne d'Arc) فيلم تاريخي صامت فرنسي من عام 1928 يستند إلى السجل الفعلي لمحاكمة جان دارك. أخرج الفيلم كارل تيودور دراير وبطولة رينيه جين فالكونيتي. يُنظر للفيلم على نطاق واسع على أنه معلم من معالم السينما، خاصة لإنتاجه، وإخراج دراير وأداء الممثلة الفرنسية فالكونيتي، التي غالبًا ما يتم إدراجها كواحدة من أفضل الممثلات في تاريخ السينما. يلخص الفيلم الوقت الذي كانت فيه جان دارك أسيرة إنجلترا، مصورًا محاكمتها وإعدامها.
تمت دعوة المخرج الدنماركي دراير لعمل فيلم في فرنسا، الذي اختار صنع فيلم عن جان دارك بسبب شعبيتها المتجددة في فرنسا. أمضي دراير أكثر من عام في الابحاث عن جوان دارك ونصوص محاكمتها قبل كتابة السيناريو. كلف دراير الممثلة المسرحية فالكونيتي بدور جوان في دورها السينمائي الرئيسي الوحيد. أصبح أداء فالكونتي وتفانيها في الدور أثناء التصوير أسطورة بين علماء السينما.
تم تصوير الفيلم على مجموعة مباني خرسانية ضخمة على غرار العمارة في العصور الوسطى من أجل تصوير سجن روان بشكل واقعي. يُعرف الفيلم بتصويره السينمائي وإستخدامه للصور المقربة، كما لم يسمح دراير للممثلين باستعمال الماكياج واستخدام تصميمات الإضاءة التي جعلت الممثلين يبدون أكثر بشاعة. قبل إطلاقه، كان الفيلم مثيرًا للجدل بسبب شكوك القوميين الفرنسيين حول ما إذا كان بإمكان الشخص الدنماركي إخراج فيلم يركز على أحد الرموز التاريخية الأكثر احترامًا في فرنسا. تم إستئصال أجزاء من الفيلم ليصل إلى شكله النهائي، كان ذلك بسبب ضغوط من رئيس أساقفة باريس ومن رقباء الحكومة. لعدة عقود تم إصداره وعرضه في العديد من الإصدارات المعاد تحريرها والتي حاولت استعادة ما تم استئصاله. في عام 1981 تم أخيرًا إكتشاف نسخة مطبوعة من الفيلم النهائي لدرير في مستشفى جوستاد، وهي مؤسسة عقلية في أوسلو بالنرويج وأعيد إصدارها على الرغم من إعتراضات وقص الفيلم من قبل رجال الدين والسلطات الحكومية، فقد حقق الفيلم نجاحًا كبيرًا عندما تم إصداره لأول مرة وكان يعتبر بإستمرار أحد أعظم الأفلام التي تم إنتاجها على الإطلاق منذ عام 1928. وقد أشاد به العديد من المخرجين والموسيقيين.

## طاقم التمثيل
الشخصيات الاساسية
- رينيه جين فالكونيتي: في دور جان دارك
- يوجين سيلفان: في دور الأسقف بيير كوشون
- أندريه بيرلي: في دور جان ديستيفيه (المدعي العام)
- موريس شوتز: في دور نيكولاس لويسيلور (محامي الدفاع)
- أنتونين أرتود: في دور جان ماسيو
- جيلبرت داليو: في دور جان لوميتري (نائب المحقق)
- جان دي: في دور نيكولا دي هوبفيل
- لويس رافيت: في دور جان بيوبير
- كاميل باردو: في دور اللورد وارويك

القضاة
- ميشيل سيمون
- بول فروميت
- أرماند لورفيل
- جاك ارنا
- الكسندر ميهالسكو
- ريمون نارلي
- هنري ميلارد
- ليون لاريف
- هنري جولتير
- بول جورجي[6]

## أحداث الفيلم
تلقي القوات الإنجليزية القبض على جان دارك المجاهدة الفرنسية، بعد أن قادت الفرنسيين في العديد من المعارك ضد الإنجليز خلال حرب المائة عام، ويتم إحضارها إلى روان، نورماندي لمحاكمتها على يد رجال الدين الفرنسيين الموالين للإنجليز. تستجوب المحكمة الدينية الفرنسية جوان، ويحاول قضاتها، الذين يقفون إلى جانب التحالف البورجندي-الإنجليزي، وضد ملك فرنسا، جعلها تقول شيئًا من شأنه أن يسيء إلى إدعائها أو يهز إعتقادها بأن الله قد كلفها بمهمة طرد الإنجليز من فرنسا، لكنها تظل صامدة، ويدعمها واحد أو اثنان من القضاة، معتقدين أنها بالفعل قديسة. تلجأ السلطات إلى الخداع، ويقرأ عليها كاهن رسالة كاذبة المفترض أنها مرسلة من الملك شارل السابع ملك فرنسا، يطلب منها الوثوق بحاملها، وعندما يفشل ذلك أيضًا، يتم أخذ جوان لرؤية غرفة التعذيب، لكن المشهد، على الرغم من أنه يتسبب في إغماءها، ولكنه لا يخيفها.عندما يتم تهديدها بالحرق، تنكسر جوان (جين) أخيرًا وتسمح للكاهن بتوجيه يدها في توقيع الاعتراف، ومع ذلك، يحكم عليها القاضي بالسجن مدى الحياة. عندما يحلق السجان رأسها، تدرك أنها كانت غير مخلصة لله، وتطالب بعودة القضاة وتتراجع عن إعترافها. عندما بدأ المزيد والمزيد من الناس من حولها في التعرف على إيمانها الحقيقي ودعوتها، يُسمح لها بالقداس النهائي. ثم تدثر في كيس من القماش ويقتادوها إلى مكان الإعدام، وهي تساعد الجلاد على ربطها. تتجمع الحشود وتشتعل النار، ومع إشتعال النيران، تبكي النساء ويصرخ الرجال: «لقد أحرقتم قديسًة»، وتستعد قوات الأمن لأعمال الشغب، بينما تلتهم النيران جوان، وتصطدم القوات والحشود ويقتل الناس.

## إصدار الفيلم
تأجيل إصدار الفيلم بسبب الجهود المستمرة للعديد من القوميين الفرنسيين، الذين إعترضوا على حقيقة أن المخرج دراير لم يكن كاثوليكيًا ولا فرنسيًا، وتأجل أيضا بسبب الإشاعات التي ترددت حينها عن أن ليليان جيش الممثلة الأمريكية هي المرشحة لتمثيل شخصية جوان. قال جان خوسيه فرابا في وقت مبكر من يناير 1927: "مهما كانت موهبة المخرج (وهو يمتلكها) لا يمكنه أن يمنحنا جان دارك كما في التقاليد الفرنسية الحقيقية، والنجمة الأمريكية، لا يمكن أن تكون جان، بطريقة صحية وحية ومشرقة بالنقاء والإيمان والشجاعة والوطنية. إن السماح بهذا الأمر في فرنسا سيكون بمثابة تنازل فاضح عن المسؤولية، وبعد عدة عروض خاصة، تم عرض الفيلم أخيرًا في باريس في 25 أكتوبر 1928 في سينما ماريفو.

## استقبال الفيلم
حقق الفيلم نجاحًا كبيرًا في إصداره الأول، وسُمي على الفور تحفة فنية. لم يحقق في البداية نجاحًا ماليًا كبيرًا وتسبب في قيام شركة سوسايته جنرال بالغاء عقد المخرج دراير، الذي إتهم الشركة بتشويه الفيلم لتجنب الإساءة إلى المشاهدين الكاثوليك ومقاضاتهم لخرقهم العقد. استمرت الدعوى حتى خريف عام 1931، وخلال ذلك الوقت لم يتمكن دراير من صنع فيلم آخر. تم حظر الفيلم في بريطانيا لتصويره لجنود إنجليز فظين يسخرون ويعذبون جوان في مشاهد تعكس الروايات التوراتية عن الإستهزاء بالمسيح على أيدي الجنود الرومان. كان رئيس أساقفة باريس ناقدًا أيضًا، وطالب بإجراء تغييرات على الفيلم.
كتب مورداونت هول الناقد السينمائي لصحيفة نيويورك تايمز: «هذا الفيلم له الأسبقية على أي شيء تم إنتاجه حتى الآن، فإنه يجعل صور الماضي القيمة تبدو مثل شمس ساطعة. إنه يملأ المرء بإعجاب شديد لدرجة أن الأفلام الأخرى تبدو تافهة بالمقارنة. إن الأداء الموهوب لماريا فالكونيتي هو الذي يرتقي فوق كل شيء في هذا الإنجاز الفني». كان نقد مجلة فاراياتي قاسي حيث كتبت: «صورة مميتة مميتة»، في عام 1929، إختار المجلس الوطني الأمريكي للمراجعة الفيلم كأحد أفضل الأفلام الأجنبية للعام.
منح موقع الطماطم الفاسدة فيلم «آلام جان دارك» تقييم 98% بناء على آراء 55 ناقد.

## وصلات خارجية
مقالات تستعمل روابط فنية بلا صلة مع ويكي بيانات